# Holcocephala
Holcocephala is een vliegengeslacht uit de familie van de roofvliegen (Asilidae).

## Soorten
- H. abdominalis (Say, 1823)
- H. affinis (Bellardi, 1861)
- H. agalla (Walker, 1849)
- H. analis (Macquart, 1846)
- H. bechyneorum Ayala, 1982
- H. calva (Loew, 1872)
- H. coriacea (Wiedemann, 1821)
- H. curvicosta Carrera, 1958
- H. deltoidea (Bellardi, 1861)
- H. dimidiata Hermann, 1924
- H. divisa (Walker, 1860)
- H. fernandezi Ayala, 1982
- H. fimbriata Hermann, 1924
- H. fusca Bromley, 1951
- H. indigena Scarbrough in Scarbrough & Perez-Gelabert, 2003
- H. inornata (Rondani, 1848)
- H. luteipes Hermann, 1924
- H. macula (Camillo Róndani, 1848)
- H. matteii Ayala, 1982
- H. minuta (Bellardi, 1861)
- H. mogiana Carrera, 1955
- H. monticola Ayala, 1982

- H. nigrita (Fabricius, 1805)
- H. nitida (Wiedemann, 1830)
- H. nodosipes (Enderlein, 1914)
- H. obscuripennis Enderlein, 1914
- H. oculata (Fabricius, 1805)
- H. pardalina Hermann, 1924
- H. pectinata Carrera, 1955
- H. pennipes Hermann, 1924
- H. peruviana Hermann, 1924
- H. rufithorax (Wiedemann, 1828)
- H. scopifer (Schiner, 1868)
- H. spinipes Hermann, 1924
- H. stylata Pritchard, 1938
- H. uruguayensis Lynch Arribálzaga, 1882
- H. vallestris Ayala, 1982
- H. vicina (Macquart, 1838)
- H. vittata (Walker, 1837)